# Roelvinkstraat (Bredevoort)
De Roelvinkstraat is een straat net buiten het oude centrum van Bredevoort en begint waar de Pater Jan de Vriesstraat eindigt bij de afslag Bleekwal. De straat loopt dan in noordelijke richting en maakt een afslag ter hoogte van het Stadsbroek, passeert nogmaals de Bleekwal, en gaat dan over de Slingebeek, kruist daar de Bekendijk en de Winterswijksestraat en komt dan uit op de Bredevoortsestraatweg.

## Geschiedenis
De straat is vernoemd naar Arnoldus Florentinus Roelvink (1789-1861) die benoemd werd tot Bredevoorts eerste burgemeester, na de Franse tijd. Nadat de gemeente Bredevoort in 1818 werd samengevoegd met Aalten werd Roelvink burgemeester van de nieuw gevormde gemeente Aalten. Dat was hij tot zijn dood. De woonwijk werd in de jaren 70 van de 20e eeuw gebouwd. Later in de jaren 80 werd deze nog uitgebreid met de achterliggende wijk Stadsbroek.
Ambthuiswal · Ambtshof · Bastionstraat · Bleekwal · Boterstraat · Frederik Hendrikstraat · Ganzenmarkt · Gasthuisstraat · Hozenstraat · Izermanstraat · Kerkstraat · Kleine Gracht · Kloosterdijk · Koppelstraat · Kruittorenstraat · Landstraat · Markt · Muizenstraat · Officierstraat · Pater Jan de Vriesstraat ·  Prins Mauritsstraat · Prinsenstraat · Roelvinkstraat · Stadsbroek · Stationsweg · Vismarkt · 't Walletje · 't Zand